# No Name Face
No Name Face è il primo album discografico in studio del gruppo musicale rock statunitense Lifehouse, pubblicato nell'ottobre 2000. 

## Tracce
Tutte le tracce sono scritte da Jason Wade.
1. Hanging by a Moment – 3:36
2. Sick Cycle Carousel – 4:23
3. Unknown – 4:06
4. Somebody Else's Song – 4:36
5. Trying – 3:52
6. Only One – 4:56
7. Simon – 6:01
8. Cling and Clatter – 4:29
9. Breathing – 4:25
10. Quasimodo – 4:32
11. Somewhere in Between – 4:14
12. Everything – 6:07

## Gruppo
- Jason Wade - voce, chitarra
- Sergio Andrade - basso
- Jon Palmer - batteria

## Classifiche
- Billboard 200 - #6